# Powiat Danzig
Powiat Danzig (niem. Landkreis Danzig, Kreis Danzig; pol. powiat gdański) – powiat istniejący w latach 1818–1887 oraz 1939–1945. W okresie od 1818 do 1887 należał do rejencji gdańskiej, wchodzącej w skład pruskiej prowincji Prusy Zachodnie. Utworzony ponownie w 1939, funkcjonował do 1945 w składzie rejencji gdańskiej Okręgu Rzeszy Gdańsk-Prusy Zachodnie. Od 1845 siedzibą powiatu było miasto Gdańsk, które jednak do powiatu nie należało będąc powiatem miejskim (Stadtkreis). Teren powiatu leży obecnie w województwie pomorskim.

## Historia
Powiat powstał 1 lipca 1818 r. Siedzibą powiatu był na początku Rusocin (niem. Russotschin), od 1828 Pruszcz Gdański (niem. Praust) i ostatecznie od 1845 Gdańsk. Od 3 grudnia 1829 do 1878 należał do prowincji Prusy. 1 października 1887 powiat podzielono na powiaty Danziger Höhe (pol. Gdańskie Wyżyny) oraz powiat Danziger Niederung (pol. Gdańskie Niziny), przy czym południową część powiatu wcielono do nowego powiatu tczewskiego. 1 września 1939 powiaty Danziger Höhe, Danziger Niederung oraz miasto Danzig włączono do III Rzeszy i od 26 listopada 1939 stały się częścią rejencji gdańskiej w okręgu Gdańsk-Prusy Zachodnie. 1 października 1939 tereny powiatu Danziger Niederung, położone na wschód od Wisły połączono z powiatem Großes Werder. W tym samym roku 1 grudnia utworzono ponownie powiat Danzig z siedzibą w Gdańsku. Obejmował on teren dotychczasowych powiatów Danziger Höhe oraz Danziger Niederung wraz z szerokim pasem terenu północnej części powiatu kościerskiego. 28 września 1940 tereny pochodzące z powiatu kościerskiego ponownie włączono do macierzystego powiatu.
1 stycznia 1945 w skład powiatu wchodziło 117 gmin.